# Lizzia alvarinoae
Lizzia alvarinoae is een hydroïdpoliep uit de familie Rathkeidae. De poliep komt uit het geslacht Lizzia. Lizzia alvarinoae werd in 1980 voor het eerst wetenschappelijk beschreven door Segura. 